# A.D. Jørgensen
Adolph Ditlev Jørgensen (født 11. juni 1840 i Gråsten, død 5. oktober 1897 på Frederiksberg) var en dansk historiker og rigsarkivar.

## Uddannelse
Jørgensen var født i Gråsten i hertugdømmet Slesvig. Hans far var farver Markus Adolf Jürgensen, som var formand for den danske forening i Sundeved. 1853 kom Jørgensen i Flensborg lærde Skole, men forlod skolen 1857 og begyndte at lære landbrug på Avnbølgård i Sundeved. En gigtfeber gjorde imidlertid ende på landmandsplanerne. Jørgensen fik fornyet lyst til at læse, gennemgik i løbet af en vinter de to øverste realklasser i Flensborg latinskole, tog i foråret 1859 afgangseksamen med udmærkelse og kom til København for at blive polytekniker eller studere naturvidenskab, men blev snart optaget af undervisning og lod skønlitteratur, filosofi og historie trænge naturfagene i baggrunden. 1863 blev Jørgensen ansat som hjælpelærer ved den lærde Skole i Flensborg med løfte om at blive adjunkt og bibliotekar ved et påtænkt offentligt bibliotek for Slesvig, men afskedigedes efter krigen 1864 og vendte tilbage til København. Under den almindelige skuffelse og sorg søgte Jørgensen til fortiden for at finde hvile i den. Det var med andre ord de stærke indtryk af den nationale ulykke, der gjorde ham til historiker.

## Karriere
Anbefalet ved sine første afhandlinger blev han fra 1. januar 1869 assistent i Kongerigets arkiv, rentekammerafdelingen. 1874 rykkede han op til fuldmægtig, og ved C.F. Wegeners afgang blev Jørgensen gehejmearkivar og overtog i kraft af den samtidige nyordning tillige ledelsen af Kongerigets arkiv fra 1. januar 1883. Han omorganiserede de forenede arkiver og lettede adgangen til dem. Ihærdigt arbejdede Jørgensen for en videregående centralisering af det danske arkivvæsen og så sine bestræbelser sætte frugt i loven af 30. marts 1889. Som rigsarkivar stilledes han nu i spidsen for Rigsarkivet med tilhørende planlagte provinsarkiver (de senere landsarkiver). 1886-1887 førte Jørgensen forsædet i den på hans opfordring nedsatte Kommission til Overvejelse af Administrationens Forsyning med Papir, hvis undersøgelser har virket til forbedring af Danmarks papirfabrikation.

## Forfatterskab
Jørgensen har udfoldet en ualmindelig rig historisk forfattervirksomhed. Allerede 1868-1871 brød han sig vej ved en række skarpsindige afhandlinger. Flere af dem blev samlede til Bidrag til Nordens Historie i Middelalderen (1871), der omfatter studier over
sønderjyske emner, historiske folkeviser og vor ældste historieskrivning. Fortsatte studier over folkeviserne offentliggjordes 1875 i Historisk Maanedsskrift for folkelig og kirkelig Oplysning, (der 1871-1883 hed Nordisk Maanedsskrift for folkelig og kristelig Oplysning). 1874-1878 udkom Jørgensens Den nordiske Kirkes Grundlæggelse og første Udvikling, et hovedværk i den danske historiske litteratur. Indtil 1880 udsendte Jørgensen stadig talrige kritiske afhandlinger om middelalderlige forhold: Bidrag til Oplysning af Middelalderens Love og Samfundsforhold I-IV (1872 og 1876), Om Danebroges Oprindelse (1876), Det gamle danske Kongevaaben (1879) og mange flere.
Efter 1880 omfattede Jørgensens studier hovedsagelig emner fra den nyere tid. Særlig har Jørgensen skrevet en række biografier: Georg Zoega (1881), Nils Stensen (1884; genudgivet af G. Scherz 1958), Hans Adolf Brorson (1887), Johannes Ewald (1888) og frem for alt det ualmindelig opsigtvækkende og betydningsfulde skrift Peder Schumacher Griffenfeld I-II (1893-1894). Han udgav Johanne Luise Heibergs selvbiografi med oplysende tillæg (fire bind, 1891-1892). Endvidere findes fra hans hånd en del afhandlinger, mest vedrørende sønderjyske forhold, således Sønderjyllands Indlemmelse i den danske Krone 1721 (1885), Christiern II paa Sønderborg (1887 og 1892), Den ældste lutherske Kirkeordinans i den danske Kirkeprovins (1889), Kong Christian VIII og den danske Sag i Nordslesvig (1894) og flere andre, til dels offentliggjorte i tidsskriftet Sønderjyske Aarbøger, der væsentlig skylder Jørgensen sin tilværelse. Også de 2 Foredrag om Sønderjylland (i Festskrift til A. F. Krieger 1887) og foredraget om danskhedens bevarelse i Nordslesvig (1889) vidner om Jørgensens levende sympati for sine landsmænds nationale kamp.
Til middelalderens historie er Jørgensen næsten kun ved ydre foranledning kommet tilbage i afhandlinger som Synspunkter for Opfattelsen af Valdemar Atterdags og Dronning Margrethes Historie 1883), Helgenskrinene i St. Knuds Kirke (I-II, 1886-1887), nye Undersøgelser vedrørende Danebroge og det danske Kongevaaben (1887), De historiske Folkeviser og Niels Ebbesen (1891), Kampen mellem Kongerne Svend og Valdemar 1157 (I-II, 1890-1891) og så videre. Tillige har Jørgensen udfoldet en stærk virksomhed i folkeoplysningens tjeneste, især ved 40 Fortællinger af Fædrelandets Historie (1882, talrige oplag siden), der er blevet suppleret med Fortællinger af Nordens Historie I-II (1893), men også ved Sønderjyderne i den danske Hær (1876), første del af et påtænkt hele, og Valdemar Sejer (1879), en oversættelse af kilder til Valdemar 2. Sejrs historie. Som chef for arkivvæsenet har Jørgensen forestået udgivelsen af de forenede arkivers og senere Rigsarkivets skrifter, hvorved han især har søgt at oplyse den danske centraladministrations historie og gøre rede for arkivets indretning. Selv har han udarbejdet De danske Rigsarkivers Historie (1884) og offentliggjort betydningsfulde aktstykker i Kongeloven og dens Forhistorie (1886) og Regeringsskiftet 1784 (1888). I slægt med denne forfattervirksomhed er også det ældre skrift Udsigt over Centraladministrationens, Domstolenes og de offentlige Samlingers Bygningshistorie (1882). Sit sidste skriftlige arbejde var bidraget til den populære Danmarks Riges Historie. Det drejede sig om det 6. og sidste bind i værket, omhandlende Danmarks historie 1814-1864. Han nåede dog kun at færdiggøre dette bind op til tiden 1852, og historikeren og rigsdagsmanden Niels Neergaard måtte færdiggøre A.D.Jørgensens skildring.
Jørgensen behandlede de forskelligste emner af Danmarks historie lige fra oldtiden og til sin egen tid, men overalt træder hans udprægede forfatterindividualitet kendelig frem. I reglen søgte han at sprede nyt lys over den sag, han behandler og nåede ofte til overraskende resultater. Med forkærlighed skildrede han personligheder med rigt åndeligt indhold; dristig trængte han ind i deres sjælelivs dybder,
og med vidt blik for samfundsudvikling så han dem i sammenhæng med deres tid. Skarp kritik og levende fantasi gik hånd i hånd og fremkaldte en sjælden energi og flugt i tanken, mens forskningens understrøm var en varm fædrelandskærlighed, der havde fået sin alvorsfulde grundtone fra de tunge sønderjyske minder. Forskningens udbytte iklædtes en form, der – ligesom også Jørgensens mundtlige foredrag – både var klar og fængslende.

## Æresbevisninger
Jørgensen blev 1882 medlem af Det kongelige danske Selskab for Fædrelandets Historie og 1883 af Videnskabernes Selskab, udnævntes 1894 til kommandør af 2. grad af Dannebrog og blev samme år af det Filosofiske Fakultet ved Københavns Universitet udnævnt til æresdoktor.

## Ægteskab og død
I 1869 ægtede han Ida Marie Pedersen (født i Randers 17. oktober 1847), med hvem han fik børnene: Adolf F. Jørgensen,1870-1963, Erik Erstad-Jørgensen,1871-1945, Troels Georg Jørgensen,1874-1970 , Olav E. Jørgensen,1875-1949 og Elise Koppel, f. Jørgensen,1880-1974 . Han er begravet på Frederiksberg ældre kirkegård.

## Galleri
- Tavle på Borggade 4, Gråsten
- Buste udført af Gunnar Hammerich ved Skolegade/Ahlefeldvej, Gråsten
- Mindesten i Skibelund Krat

## Udvalgt bibliografi
- Adolph Ditlev Jørgensen (1892), "Kong Kristian II på Sønderborg.", Sønderjydske Årbøger, 4 (1): 245-279, doi:10.7146/SOENDERJYDSKEAARBOEGER.V4I1.80127, Wikidata  Q104892316
- A.D. Jørgensens Breve. Udg. af Den danske historiske Forening ved Harald Jørgensen. København, 1939.